# Туркул (гора)
Туркул — вершина горного массива Черногора, расположенная на границе Ивано-Франковской и Закарпатской областей. Высота — 1933,2 м. Туркул — популярный объект горного туризма.
Находится между вершинами Данцир (1850 м) на севере и Ребра (2001 м) на юго-востоке.
Вершина треугольная, осложнённая с востока лестницеподобными выступами. В верхней части склонов с юга и юго-востока находятся глыбовые россыпи, с востока — слабовыраженные формы выветривания горных пород. Большую часть растительности составляет трава, ниже начинается криволесье из можжевельника сибирского и горной сосны. С востока и севера — ледниковые кары, в частности урочище Козлы и озеро Неистовое. 
На южных склонах горы располагается урочище Туркульская Полонина.
Ближайшие населённые пункты: село Говерла и село Быстрец (Ивано-Франковская область).